# Grizzly (película)
Grizzly es una película de terror y aventura de 1976, dirigida por William Girdler y protagonizada por Christopher George, Andrew Prine y Richard Jaeckel. La película trata de un peligroso y diabólico oso Grizzly de cinco metros y medio de altura y una tonelada de peso que aterroriza un Bosque Nacional devorando a personas.
Fue considerada ampliamente como una copia de la película Tiburón, de 1975. El oso pardo gigante en la película fue interpretado por la madre de Bart the Bear.

## Argumento
La película comienza con un veterano militar, piloto de helicóptero y guía, llamado Don Stober (Andrew Prine), volando por encima de los árboles de un gran parque nacional. Afirma que los bosques son vírgenes y deberían permanecer así tal como lo hicieron durante el tiempo en que los nativos americanos vivían allí.
Dos mujeres excursionistas están acampando cuando una de ellas es atacada y asesinada por un enorme oso grizzly. La segunda mujer encuentra seguridad aparente en una cabaña cercana, pero el oso derriba una pared para llegar hasta ella. El jefe del parque nacional, el guardabosques Michael Kelly (Christopher George), y la fotógrafa Allison Corwin (Joan McCall), hija del dueño del restaurante del parque, deciden seguir a un guardabosques del campamento para encontrar los dos mujeres. Descubren el cuerpo destrozado de una de las mujeres dentro de la cabaña destruida. Allison encuentra los restos de la otra mujer mientras toma fotografías.
En el hospital, un médico le dice a Kelly que las mujeres fueron asesinadas por un oso. El supervisor del parque, Charley Kittridge (Joe Dorsey) culpa a Kelly, diciendo que se suponía que los osos habían sido trasladados desde el parque por él y el naturalista Arthur Scott (Richard Jaeckel) antes del comienzo de la temporada turística. Kelly y Kittridge discuten sobre el cierre del parque, y deciden mover a todos los excursionistas de la montaña del parque, al tiempo que permiten a los campistas permanecer en las tierras bajas. Kelly llama a Scott, que dice que todos los osos son tenidos en cuenta y este oso específico debe ser desconocido.
Durante la búsqueda, una mujer guardabosques toma un descanso cerca de una cascada. Ella quiere remojarse los pies aunque luego se decide a quitarse la ropa y ducharse bajo la cascada, sin darse cuenta de que el oso está esperando debajo de las cascadas y es atacada y asesinada. Kelly recluta al piloto de helicóptero Stober para ayudar en la búsqueda. Volando por encima del bosque, ven lo que creen que es un animal, sólo para descubrir que es el naturalista Scott, adornado con una piel de animal, mientras busca al oso. Se les informa que el animal que está buscando es un oso grizzly prehistórico (un ficticio Epoc Arctodus ursos horribilis del Pleistoceno) de por lo menos 15 pies de altura estando de pie. Kelly y Stober se burlan de la idea.
En el campamento en las tierras bajas, el oso ataca una tienda y mata a una mujer. Kelly insiste una vez más con el cierre del parque, pero Kittridge se niega. Los ataques se están convirtiendo en una noticia nacional y, para contrarrestar esto, Kittridge permite a los cazadores aficionados adentrarse en el bosque. Kelly, Stober y Scott, ahora un equipo, están disgustados por esto. Más tarde, un cazador solitario es perseguido por el oso, pero él logra evadirlo saltando a un río. Más tarde esa noche, tres cazadores encuentran un cachorro de oso, que según ellos es la cría del oso asesino, así que lo utilizan como cebo para la madre. Pero el oso grizzly encuentra al osezno y se lo come sin que los cazadores se den cuenta. Scott concluye que el oso debe ser un macho. Kelly coloca a su compañero en una torre de vigilancia contra incendios. Sin embargo, es atacado por el eso y el animal derriba la estructura, matando al hombre.
Kelly y Kittridge continúan discutiendo sobre el cierre del parque. Frustrado por la situación, Scott se escabulle para seguir al grizzly por su cuenta. En las afueras del parque nacional, una madre y su hijo que viven en una cabaña son atacados por el oso. La madre muere y su hijo sobrevive, pero se encuentra severamente mutilado. Después de este suceso, Kittridge finalmente permite a Kelly cerrar el parque y la prohibición de todos los cazadores.
Stober y Kelly ahora van solos a buscar al esquivo grizzly, preparando una trampa consistente en colgar el cadáver de un ciervo de un árbol. El oso va para el cebo y los hombres persiguen al animal por el bosque. Cuando regresan, descubren el oso los ha engañado y se llevado el cadáver. Al día siguiente, Scott, a caballo, encuentra los restos del ciervo y llama a Stober y Kelly por la radio. Él planea arrastrar al ciervo detrás de su caballo y crear una trampa, llevando el grizzly hacia ellos. El oso sorprende a Scott, matando a su caballo y dejándolo inconsciente. Scott despierta para encontrarse con vida, pero semienterrado. El oso vuelve inmediatamente y lo mata.
Kelly y Stober descubren el cuerpo mutilado de Scott y deciden regresar al helicóptero para rastrear al oso desde el aire. Logran ver al oso en un claro y aterrizan. El oso ataca al helicóptero, golpeándolo, causando que Stober caiga del mismo. El grizzly mata a Stober y luego se vuelve hacia Kelly, que frenéticamente saca un bazooka del helicóptero. Antes de que el oso puede llegar a él, Kelly dispara el bazooka hacia el grizzly, matando al animal instantáneamente. Durante varios segundos, Kelly se queda mirando los restos humeantes del oso y luego camina hacia el cuerpo de Stober.

## Reparto
- Christopher George: Michael Kelly
- Andrew Prine: Don Stober
- Richard Jaeckel: Arthur Scott
- Joan McCall: Allison Corwin
- Joe Dorsey: Charley Kittridge
- Charles Kissinger: Dr. Samuel Hallitt
- Kermit Echols: Walter Corwin
- Tom Arcuragi: Comisario Tom
- Victoria Johnson (Vicki Johnson): Guardabosques Gail
- Kathy Rickman (Catherine Rickman): June Hamilton
- Mary Ann Hearn: Margaret Rogers - Primera víctima
- Harvey Flaxman: Reportero
- Mike Clifford: Pat
- David Newton: Mike
- Mike Gerschefski: George

## Inspiración
La idea de Grizzly comenzó cuando el productor de la película y guionista, Harvey Flaxman, se encontró con un oso durante un viaje de campamento familiar. El coproductor y coguionista Sheldon David pensó que la idea sería hacer una buena película después del éxito de Tiburón . William Girdler descubierto el guion en el escritorio de Sheldon y se ofreció a encontrar financiación siempre que pudiese dirigir la película. En una semana, Girdler pudo obtener 750.000 dólares de financiamiento de Edward L. Montoro 's Film Ventures, empresa de distribución de películas.

## Comparaciones con la película Tiburón
Lanzado en mayo de 1976, menos de un año después de Tiburón, Grizzly fue criticado por ser una velada copia de la película Tiburón. Como en aquella película, Grizzly es un animal extraordinariamente grande que caza a incautos turistas, uno de los cuales es interpretado por Susan Backlinie, quien también interpretó a la primera víctima del tiburón. Christopher George interpreta a un Jefe de Guardabosques llamado Michael Kelly, experto en su trabajo pero que carecen de experiencia cuando se trata de los peligros de los osos, un papel similar al de Roy Scheider como el jefe de policía Martin Brody en Tiburón. Kelly tiene que confiar en la experiencia del naturalista Arthur Scott (Richard Jaeckel), así como Brody recluta al científico marino Matt Hooper (Richard Dreyfuss). Kelly se ve frustrado por el Supervisor Charley Kittridge (Joe Dorsey), que se niega a cerrar el parque nacional por razones políticas. En Tiburón, a Brody se le niega el permiso para cerrar las playas de verano por el alcalde Larry Vaughn (Murray Hamilton). Una recompensa se pone en el oso grizzly, al igual que un premio es ofrecido por el tiburón en Tiburón . La generosidad conduce al caos, ya que cientos de cazadores llenan el bosque en Grizzly , mientras que un gran número de barcos llenos de cazadores abandonan el puerto de Tiburón. Durante la persecución final para el oso grizzly, Kelly está liderado por el piloto de helicóptero, veterano de la Guerra de Vietnam y guía forestal Don Stober (Andrew Prine), así como la expedición de Brody está liderada por el capitán de barco, veterano de la Segunda Guerra Mundial y guía marítimo Quint (Robert Shaw). El oso pardo es asesinado de manera similar a la del tiburón en donde se dramatiza la destrucción ambas criaturas por una gran explosión.

## Secuela
Grizzly también tuvo la creación de una secuela, conocida como Grizzly II: The Concert , Grizzly 2: The Predator y Predator: The Concert. Se produce en 1985, pero nunca ha sido publicada a pesar de que muchas de las escenas rodadas en Hungría habían sido filmadas y editadas. Una versión bootleg se distribuyó en 2007. La película, cuyos protagonistas son Steve Inwood, Deborah Raffin y John Rhys-Davies, se distingue por la inclusión de futuras estrellas como George Clooney, Charlie Sheen y Laura Dern, en pequeños papeles secundarios. Grizzly II es a menudo considerada una leyenda urbana en la historia del cine de terror. Una de las razones es el hecho de que en 1977, una película de terror independiente titulada Claws, protagonizada por Jason Evers y Leon Ames, se centró en un oso grizzly asesino en Alaska, la cual se redistribuyó en 1978 en Canadá y en México con el título Grizzly 2“, en un intento de capitalizar el éxito de Grizzly, incluso si no tenía ninguna asociación directa.